# Mascarena rodriguezi
Mascarena rodriguezi är en skalbaggsart som beskrevs av Waterhouse 1876. Mascarena rodriguezi ingår i släktet Mascarena och familjen Melolonthidae. Inga underarter finns listade i Catalogue of Life.